# Corcoué-sur-Logne
Corcoué-sur-Logne (bretonisch: Kerc'haoueg, Gallo: Corcoaé) ist eine französische Gemeinde mit 3209 Einwohnern (Stand: 1. Januar 2022) im Département Loire-Atlantique in der Region Pays de la Loire. Sie gehört zum Arrondissement Nantes und zum Kanton Saint-Philbert-de-Grand-Lieu. Die Einwohner werden Corcouéen(ne)s genannt.

## Geografie
Die Gemeinde Corcoué-sur-Logne liegt etwa 28 Kilometer südlich von Nantes am Fluss Logne. Umgeben wird Corcoué-sur-Logne von den Nachbargemeinden La Limouzinière im Nordwesten und Norden, Saint-Colomban im Norden und Nordosten, Saint-Philbert-de-Bouaine im Nordosten und Osten, Rocheservière im Südosten, Legé im Süden, Touvois im Südwesten sowie Saint-Étienne-de-Mer-Morte im Westen. 
Die Weinbaugebiete Muscadet und Muscadet-Côtes de Grandlieu reichen in das Gemeindegebiet hinein.
Durch die Gemeinde führt die frühere Route nationale 178 (heutige D178).

## Geschichte
1971 entstand die Gemeinde aus dem Zusammenschluss der Kommunen Saint-Étienne-de-Corcoué, Saint-Jean-de-Corcoué und La Bénate. 

### Bevölkerungsentwicklung
| Jahr                       | 1962 | 1968 | 1975 | 1982 | 1990 | 1999 | 2006 | 2013 | 2022 |
| -------------------------- | ---- | ---- | ---- | ---- | ---- | ---- | ---- | ---- | ---- |
| Einwohner                  | 1022 | 1029 | 1812 | 1918 | 1959 | 1990 | 2306 | 2718 | 3209 |
| Quellen: Cassini und INSEE |      |      |      |      |      |      |      |      |      |

## Sehenswürdigkeiten
- Menhir
- Kirche Saint-Jean im Ortsteil Saint-Jean-de-Corcoué
- Kirche Saint-Étienne im Ortsteil Saint-Étienne-de-Corcoué
- Herrenhaus Bayersin Saint-Jean-de-Corcoué

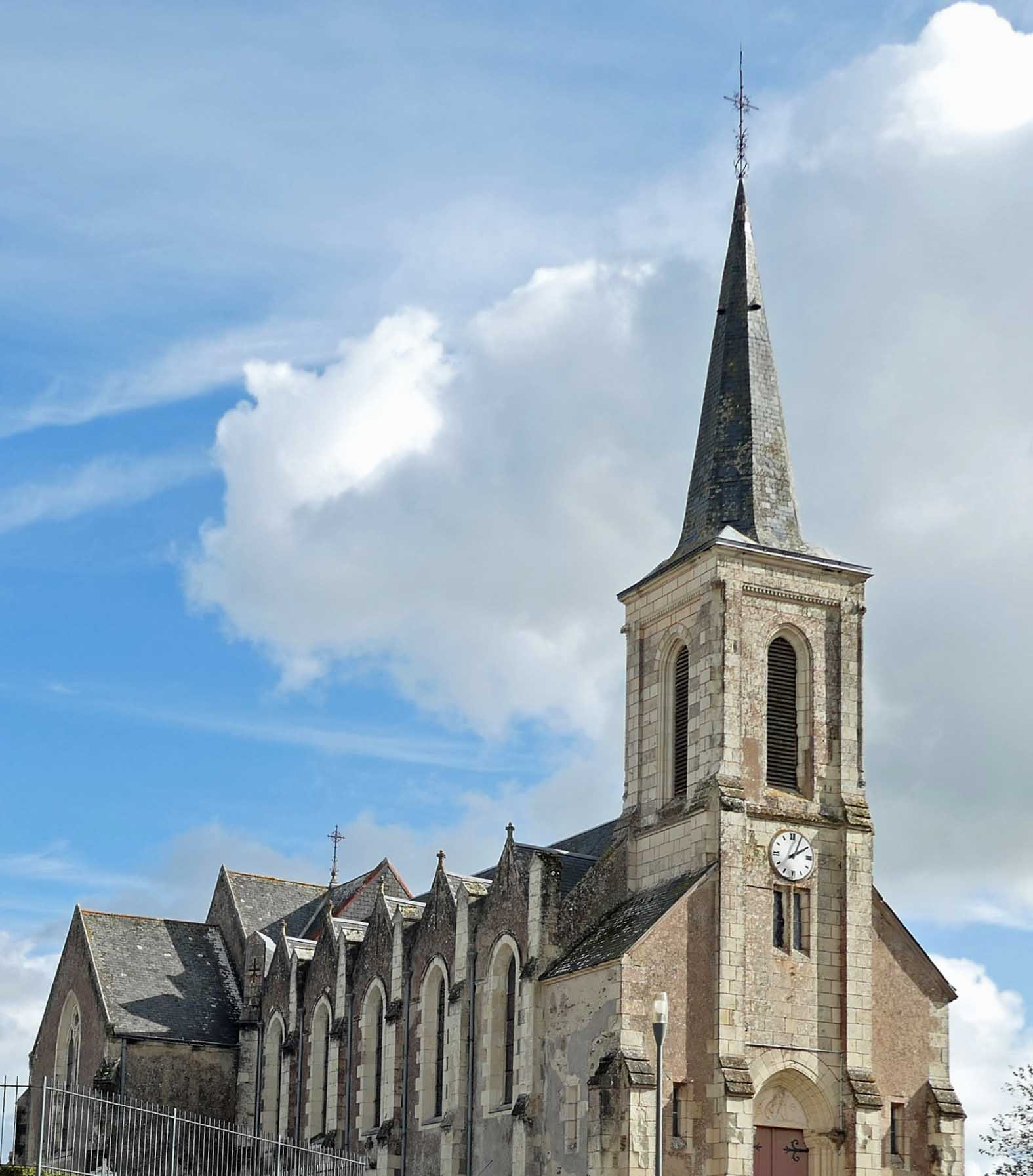
Kirche Saint-Jean
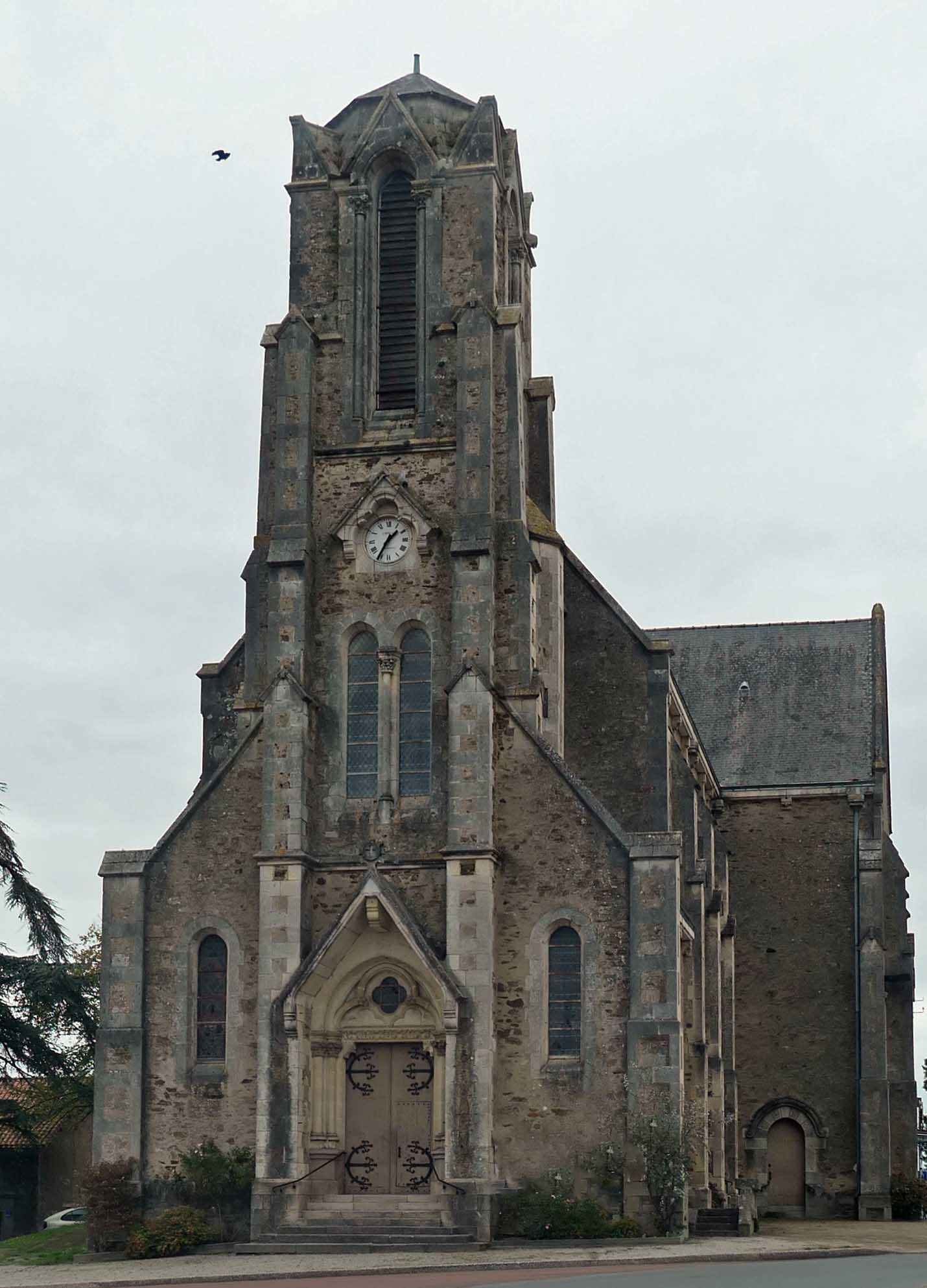
Kirche Saint-Étienne
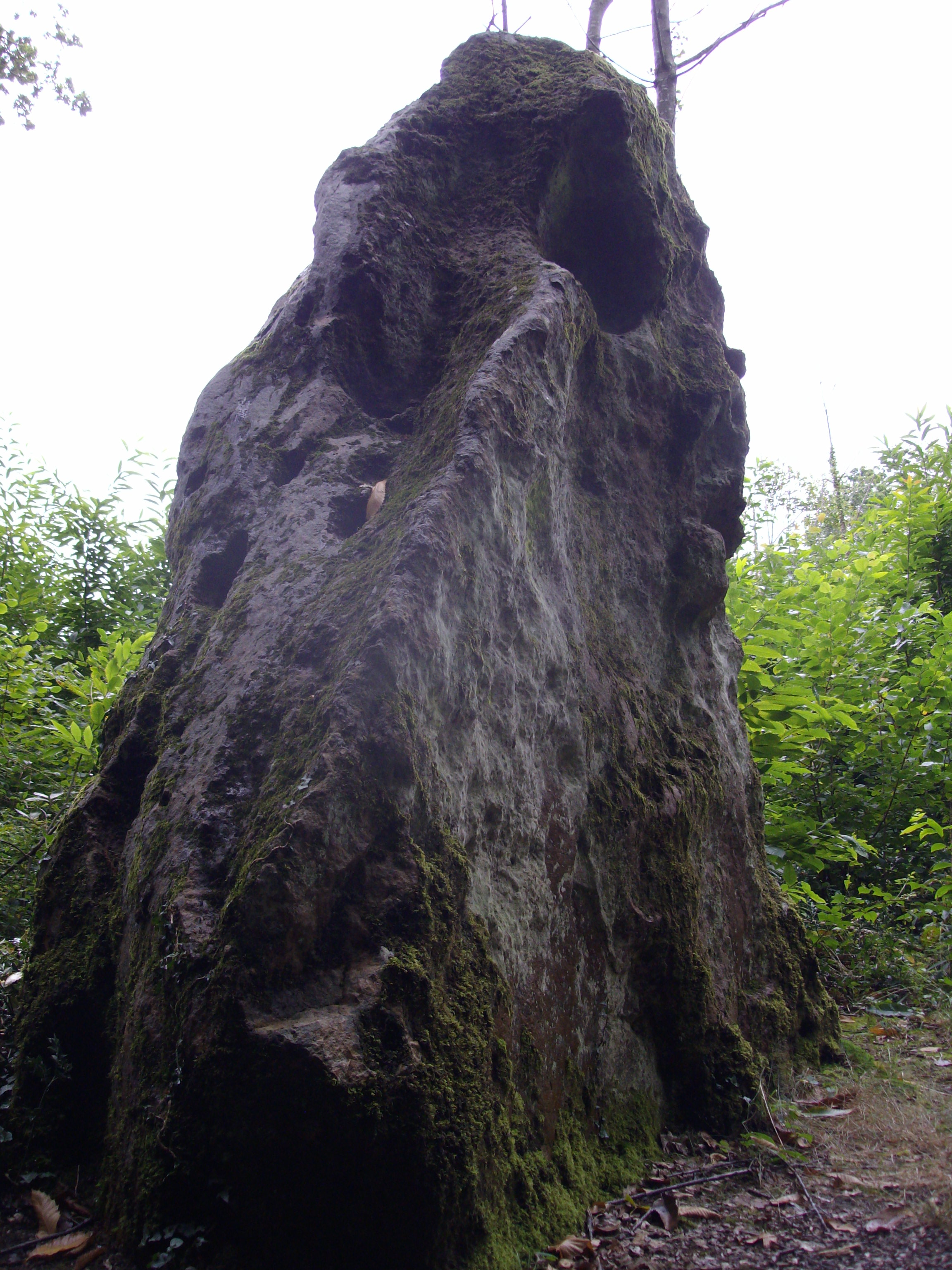
Menhir